# Блу-Эрт (город, Миннесота)
Блу-Эрт (англ. Blue Earth) — город в округе Фэрибо, штат Миннесота, США. На площади 8,2 км² (8,2 км² — суша, водоёмов нет), согласно переписи 2002 года, проживают 3621 человек. Плотность населения составляет 439 чел./км². 
- Телефонный код города — 507
- Почтовый индекс — 56013
- FIPS-код города — 27-06688[1]
- GNIS-идентификатор — 0640284[2]